# Maurice Schot
Maurice Schot (Dottenijs, 11 juni 1896 - Oud-Heverlee, 1 november 1979) was een Belgisch volksvertegenwoordiger en senator.

## Levensloop
Schot promoveerde tot doctor in de rechten en vestigde zich als advocaat in Leuven. Hij was onder meer de stagemeester van André Vlerick.
Hij was ook bestuurder van vennootschappen, onder meer als afgevaardigd beheerder van de Leuvense zetel van de Generale Bankmaatschappij.
In 1934 werd hij lid van het bestuurscomité van de abdij van Averbode.
Van 1933 tot 1947 was hij gemeenteraadslid van Leuven en van 1932 tot 1946 provincieraadslid voor de provincie Brabant.
Van 1946 tot 1964 was hij CVP-senator voor het arrondissement Leuven en van 1954 tot 1961 was hij volksvertegenwoordiger.
Na de splitsing van de Katholieke Universiteit Leuven was hij in 1966-1988:
- lid van de algemene raad, van de raad van bestuur, van de academische raad en van de financieraad van de Katholieke Universiteit Leuven,
- lid van de algemene raad en van de academische raad van de UCL.

## Publicatie
- L'épargne et les investissements., Brussel, 1946.